# Chiesa di San Domenico (Stilo)
La chiesa di San Domenico (conosciuta dagli stilesi come chiesa del Rosario) è un luogo di culto cattolico che si trova a Stilo, in provincia di Reggio Calabria.

## Descrizione
È una chiesa a croce latina.
L'unica parte originale rimasta del Seicento è la cupola.

## Storia
Edificata nel XV secolo, faceva parte di un convento domenicano di cui sono rimasti solo i ruderi ed edificata su una chiesa bizantina dedicata a sant'Agata. Qui le famiglie nobili stilesi avevano della cappelle dove seppellivano i loro defunti.
Nel 1783 a causa di un terremoto il convento crollò fino alle fondamenta.
Nel 1787 dopo essere stata ricostruita fu scelta come sede della parrocchia di Santa Marina e Lucia.
Nel 1927 fu chiusa al culto per il crollo della volta, fu in parte ricostruita ma finì di essere restaurata nel 1998 grazie al comune e ai fondi della Regione Calabria.

## Tommaso Campanella
Campanella, qui, scrisse la tragedia Maria Regina di Scozia, il trattato teologico De preadestinatione et gratia contra Molinam pro Thomistis, Articuli prophaetales e l'opera La Monarchia di Spagna.

## Galleria d'immagini

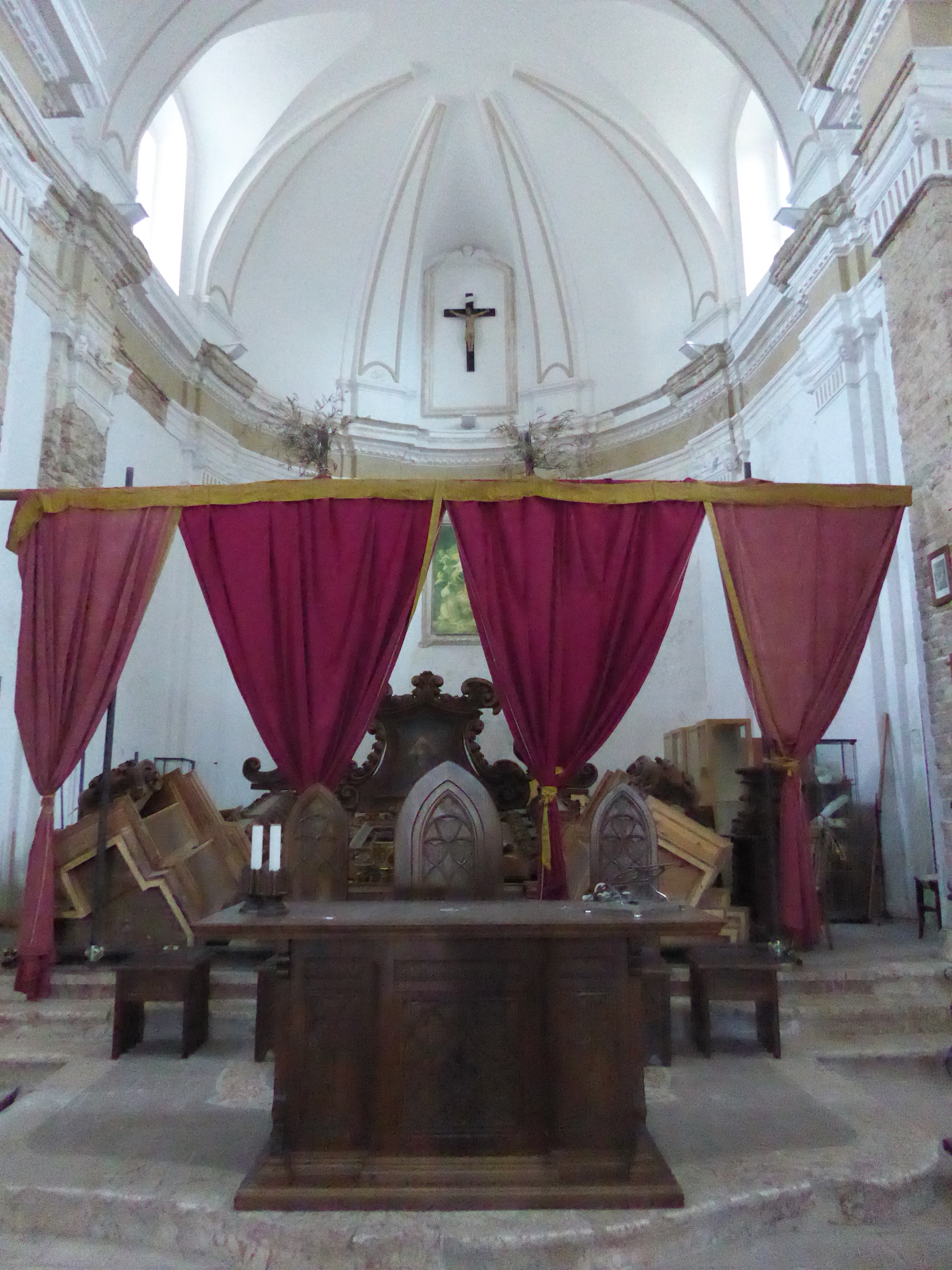
Interno della chiesa di San Domenico
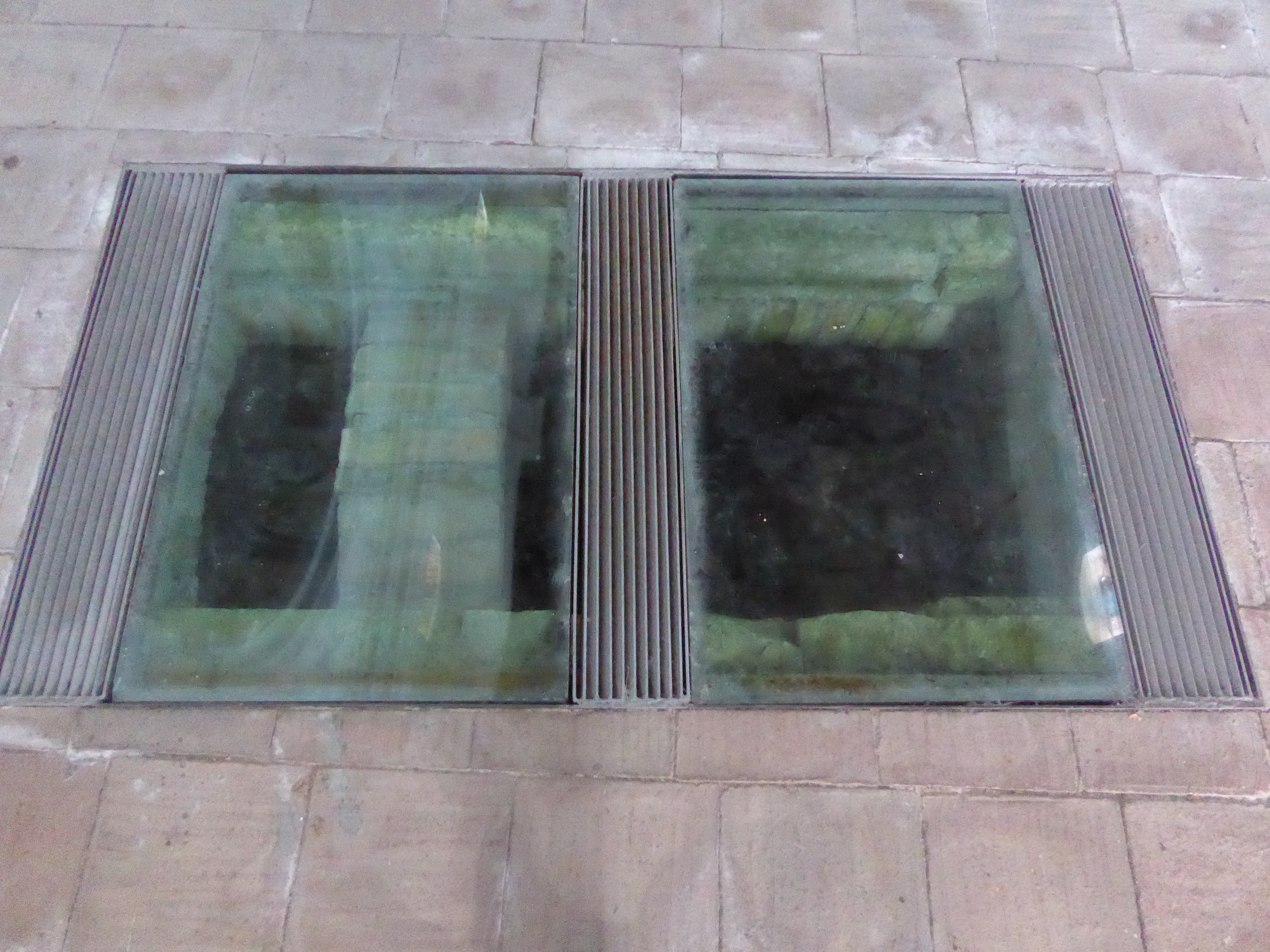
Particolare della chiesa di San Domenico
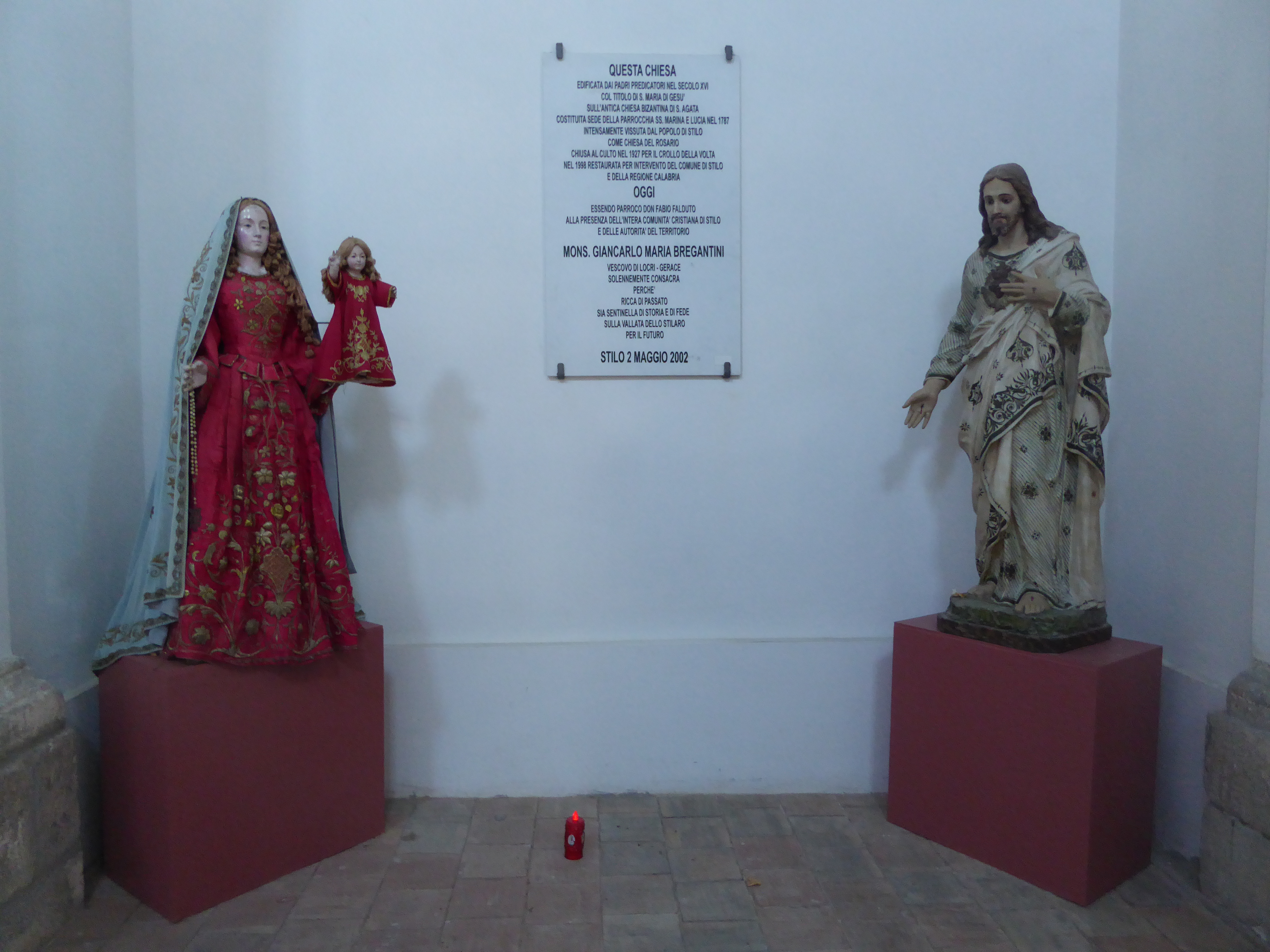
Statue della chiesa di San Domenico
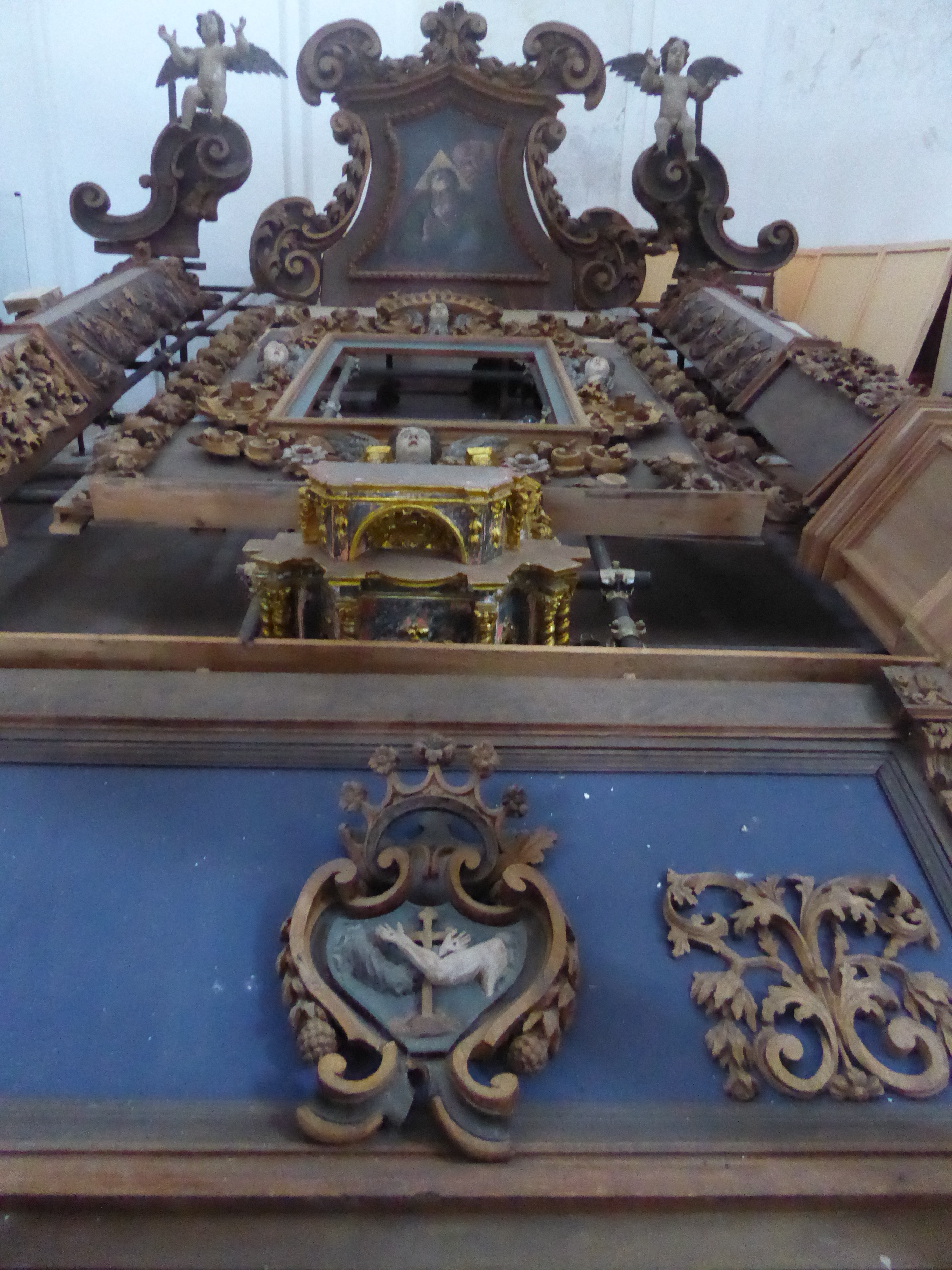
Particolare della chiesa di San Domenico (2016)